# На советском посту
«На советском посту» — журнал, выходивший с 1928 по 1933 год в Новосибирске.

## История
Выпуск журнала начался после решения крайисполкома от 30 ноября 1927 года, в январе 1928 года был издан первый номер. Изначально публикацией журнала занимался Новосибирский Сибкрайисполком, а с августа 1930 — Западно-Сибирский крайисполком советов.
В марте 1929 года состоялась конференция читателей «На советском посту».
В 1931 году тираж издания составил 5400 экземпляров.
В марте 1933 года постановлением ЦК ВКП(б) выпуск журнала был прекращён якобы из-за ввода режима по экономии бумаги.

## Задачи, содержание и аудитория
Целью журнала было «руководство низовым сов. аппаратом, инструктаж по сов. стр-ву, обмен опытом практич. работы советов».
Основное внимание в журнале уделялось изложению докладов и речей руководителей крайисполкома и его директивным материалам, а также статьям и заметкам сотрудников исполкомов советов.
Читательский актив составляли сотрудники советского аппарата из Сибири.

## Периодичность
На протяжении своей истории журнал печатался с разной периодичностью: ежемесячно (1928—1929), три (1930—1931) и два (1932) раза в месяц.

## Редакция
В коллективе журнала работали писатель и журналист П. П. Михновский, А. П. Нелюбин и др. Должность ответственного редактора занимал В. А. Ветров.